# Найто, Кацутоси
Кацутоси Найто (яп. 内藤克俊 Найто: Кацутоси, 25 февраля 1895, Хиросима, Япония - 27 сентября 1969) — японский борец-вольник, призёр Олимпийских игр.
Кацутоси Найто родился в 1895 году в Хиросиме. Он рано потерял родителей, и рос в семье старшей сестры, проживавшей с мужем на Тайване. Там он посещал Первую высшую школу, где, в частности, занимался входившими в стандартную японскую школьную программу того времени дзюдо и кэндо.
Затем Кацутоси Найто перебрался в США, где поступил в Университет штата Пенсильвания, чтобы изучать растениеводство. В университете он стал заниматься вольной борьбой, и быстро стал капитаном университетской команды. Однако в это время в США были приняты законы, сильно ограничивающие иммиграцию и усложняющие получение американского гражданства для выходцев из Восточной Азии, что сделало невозможным для Найто представлять свою команду на международных состязаниях. После консультаций с послом Японии в США Найто был включён в сборную Японии для участия в Олимпийских играх 1924 года, где завоевал бронзовую медаль.
В то время западные виды борьбы были мало известны в Японии, и поэтому, когда Найто после Олимпиады вернулся на родину, его пригласили провести курсы по вольной борьбе в университете Васэда, а также в военной академии Тояма.
В 1928 году Кацутоси Найто вместе с семьёй эмигрировал в Бразилию, где стал успешным бизнесменом и возглавил Бразильскую ассоциацию растениеводства. Также он стал одним из пионеров дзюдо и кэндо в Бразилии.